# 2. ŽNL Osječko-baranjska NS Beli Manastir 2014./15.
Ligu je osvojio NK Hajduk Popovac i nakon kvalifikacija za 1. ŽNL Osječko-baranjsku izborio plasman u viši rang. Iz lige je u 3. ŽNL Osječko-baranjsku ispao NK Grozd Kotlina, koji je odustao od natjecanja nakon jesenjeg dijela prvenstva.

## Tablica
| Mj. | Klub                             | Sus.  | Pobj. | Nerj. | Por. | GR.   | Bod.       |
| --- | -------------------------------- | ----- | ----- | ----- | ---- | ----- | ---------- |
| 1.  | NK Hajduk Popovac                | 25    | 22    | 2     | 1    | 86:10 | 68         |
| 2.  | NK Mladost Draž                  | 25    | 18    | 3     | 4    | 83:30 | 57         |
| 3.  | NK Šokadija Duboševica           | 25    | 15    | 3     | 7    | 48:34 | 48         |
| 4.  | NK Baranja Belje Beli Manastir   | 25    | 10    | 8     | 7    | 46:35 | 38         |
| 5.  | NK Petlovac                      | 25    | 10    | 5     | 10   | 46:42 | 35         |
| 6.  | NK Grabovac                      | 25    | 10    | 4     | 11   | 50:44 | 33 (-1) ↓1 |
| 7.  | NK Columbus 2005 Suza            | 25    | 10    | 3     | 12   | 49:65 | 33         |
| 8.  | NK Ribar Kopačevo                | 25    | 7     | 10    | 8    | 41:43 | 31         |
| 9.  | NK Belje Kneževo                 | 25    | 8     | 4     | 13   | 35:41 | 27 (-1) ↓2 |
| 10. | NK Bratstvo Jagodnjak            | 25    | 7     | 4     | 14   | 33:58 | 25         |
| 11. | NK Polet Karanac                 | 25    | 5     | 8     | 12   | 26:51 | 22 (-1) ↓3 |
| 12. | NK Međimurec Kozarac             | 25    | 6     | 4     | 15   | 37:78 | 22         |
| 13. | NK Dinamo Baranjsko Petrovo Selo | 25    | 5     | 1     | 19   | 31:78 | 16         |
| 14. | NK Grozd Kotlina                 | 13 ↓4 | 5     | 3     | 5    | 26:28 | 11 (-6) ↓5 |

## Rezultati
| NK Grozd Kotlina - NK Belje Kneževo 2:0 NK Polet Karanac - NK Mladost Draž 1:4 NK Petlovac - NK Šokadija Duboševica 0:1 NK Ribar Kopačevo - NK Grabovac 2:2 NK Baranja Belje Beli Manastir - NK Dinamo Baranjsko Petrovo Selo 2:1 NK Bratstvo Jagodnjak - NK Columbus 2005 Suza 3:0 NK Hajduk Popovac - NK Međimurec Kozarac 11:0 | NK Hajduk Popovac - NK Bratstvo Jagodnjak 4:0 NK Columbus 2005 Suza - NK Baranja Belje Beli Manastir 2:2 NK Dinamo Baranjsko Petrovo Selo - NK Ribar Kopačevo 3:1 NK Grabovac - NK Petlovac 3:4 NK Šokadija Duboševica - NK Polet Karanac 5:0 NK Mladost Draž - NK Grozd Kotlina 3:1 NK Međimurec Kozarac - NK Belje Kneževo 3:4    | NK Baranja Belje Beli Manastir - NK Hajduk Popovac 0:2 NK Ribar Kopačevo - NK Columbus 2005 Suza 0:5 NK Petlovac - NK Dinamo Baranjsko Petrovo Selo 3:0 NK Polet Karanac - NK Grabovac 1:0 NK Grozd Kotlina - NK Šokadija Duboševica 1:3 NK Belje Kneževo - NK Mladost Draž 2:0 NK Bratstvo Jagodnjak - NK Međimurec Kozarac 2:1 |
| NK Hajduk Popovac - NK Ribar Kopačevo 2:0 NK Bratstvo Jagodnjak - NK Baranja Belje Beli Manastir 1:1 NK Columbus 2005 Suza - NK Petlovac 5:2 NK Dinamo Baranjsko Petrovo Selo - NK Polet Karanac 3:2 NK Grabovac - NK Grozd Kotlina 1:3 NK Šokadija Duboševica - NK Belje Kneževo 2:1 NK Međimurec Kozarac - NK Mladost Draž 1:9  | NK Petlovac - NK Hajduk Popovac 1:3 NK Ribar Kopačevo - NK Bratstvo Jagodnjak 3:1 NK Polet Karanac - NK Columbus 2005 Suza 1:1 NK Grozd Kotlina - NK Dinamo Baranjsko Petrovo Selo 2:1 NK Belje Kneževo - NK Grabovac 0:1 NK Mladost Draž - NK Šokadija Duboševica 0:0 NK Baranja Belje Beli Manastir - NK Međimurec Kozarac 8:2    | NK Hajduk Popovac - NK Polet Karanac 2:0 NK Bratstvo Jagodnjak - NK Petlovac 2:1 NK Baranja Belje Beli Manastir - NK Ribar Kopačevo 2:2 NK Columbus 2005 Suza - NK Grozd Kotlina 1:4 NK Dinamo Baranjsko Petrovo Selo - NK Belje Kneževo 0:3 NK Grabovac - NK Mladost Draž 0:4 NK Međimurec Kozarac - NK Šokadija Duboševica 0:2 |
| NK Grozd Kotlina - NK Hajduk Popovac 1:3 NK Polet Karanac - NK Bratstvo Jagodnjak 1:3 NK Petlovac - NK Baranja Belje Beli Manastir 2:2 NK Belje Kneževo - NK Columbus 2005 Suza 1:3 NK Mladost Draž - NK Dinamo Baranjsko Petrovo Selo 6:2 NK Šokadija Duboševica - NK Grabovac 1:1 NK Ribar Kopačevo - NK Međimurec Kozarac 5:2  | NK Hajduk Popovac - NK Belje Kneževo 1:0 NK Bratstvo Jagodnjak - NK Grozd Kotlina 5:2 NK Baranja Belje Beli Manastir - NK Polet Karanac 1:1 NK Ribar Kopačevo - NK Petlovac 3:1 NK Columbus 2005 Suza - NK Mladost Draž 0:2 NK Dinamo Baranjsko Petrovo Selo - NK Šokadija Duboševica 3:7 NK Međimurec Kozarac - NK Grabovac 0:3    | NK Mladost Draž - NK Hajduk Popovac 2:0 NK Belje Kneževo - NK Bratstvo Jagodnjak 0:1 NK Grozd Kotlina - NK Baranja Belje Beli Manastir 1:1 NK Polet Karanac - NK Ribar Kopačevo 1:3 NK Šokadija Duboševica - NK Columbus 2005 Suza 3:0 NK Grabovac - NK Dinamo Baranjsko Petrovo Selo 2:1 NK Petlovac - NK Međimurec Kozarac 1:2 |
| NK Hajduk Popovac - NK Šokadija Duboševica 2:0 NK Bratstvo Jagodnjak - NK Mladost Draž 1:3 NK Baranja Belje Beli Manastir - NK Belje Kneževo 3:1 NK Ribar Kopačevo - NK Grozd Kotlina 4:1 NK Petlovac - NK Polet Karanac 1:1 NK Columbus 2005 Suza - NK Grabovac 3:2 NK Međimurec Kozarac - NK Dinamo Baranjsko Petrovo Selo 1:0  | NK Grabovac - NK Hajduk Popovac 1:5 NK Šokadija Duboševica - NK Bratstvo Jagodnjak 4:2 NK Mladost Draž - NK Baranja Belje Beli Manastir 4:1 NK Belje Kneževo - NK Ribar Kopačevo 0:0 NK Grozd Kotlina - NK Petlovac 3:3 NK Dinamo Baranjsko Petrovo Selo - NK Columbus 2005 Suza 2:1 NK Polet Karanac - NK Međimurec Kozarac 2:1    | NK Hajduk Popovac - NK Dinamo Baranjsko Petrovo Selo 9:0 NK Bratstvo Jagodnjak - NK Grabovac 3:1 NK Baranja Belje Beli Manastir - NK Šokadija Duboševica 4:0 NK Ribar Kopačevo - NK Mladost Draž 1:4 NK Petlovac - NK Belje Kneževo 0:2 NK Polet Karanac - NK Grozd Kotlina 0:0 NK Međimurec Kozarac - NK Columbus 2005 Suza 0:1 |
| NK Columbus 2005 Suza - NK Hajduk Popovac 0:5 NK Dinamo Baranjsko Petrovo Selo - NK Bratstvo Jagodnjak 2:1 NK Grabovac - NK Baranja Belje Beli Manastir 0:2 NK Šokadija Duboševica - NK Ribar Kopačevo 0:3 NK Mladost Draž - NK Petlovac 6:1 NK Belje Kneževo - NK Polet Karanac 4:1 NK Grozd Kotlina - NK Međimurec Kozarac 5:3  | NK Belje Kneževo - NK Grozd Kotlina -:- NK Mladost Draž - NK Polet Karanac 2:0 NK Šokadija Duboševica - NK Petlovac 0:3 NK Grabovac - NK Ribar Kopačevo 3:2 NK Dinamo Baranjsko Petrovo Selo - NK Baranja Belje Beli Manastir 1:3 NK Columbus 2005 Suza - NK Bratstvo Jagodnjak 4:2 NK Međimurec Kozarac - NK Hajduk Popovac 0:1    | NK Bratstvo Jagodnjak - NK Hajduk Popovac 1:1 NK Baranja Belje Beli Manastir - NK Columbus 2005 Suza 4:1 NK Ribar Kopačevo - NK Dinamo Baranjsko Petrovo Selo 4:1 NK Petlovac - NK Grabovac 2:1 NK Polet Karanac - NK Šokadija Duboševica 2:3 NK Grozd Kotlina - NK Mladost Draž -:- NK Belje Kneževo - NK Međimurec Kozarac 0:1 |
| NK Hajduk Popovac - NK Baranja Belje Beli Manastir 2:0 NK Columbus 2005 Suza - NK Ribar Kopačevo 1:1 NK Dinamo Baranjsko Petrovo Selo - NK Petlovac 0:1 NK Grabovac - NK Polet Karanac 4:1 NK Šokadija Duboševica - NK Grozd Kotlina -:- NK Mladost Draž - NK Belje Kneževo 4:0 NK Međimurec Kozarac - NK Bratstvo Jagodnjak 1:1  | NK Ribar Kopačevo - NK Hajduk Popovac 0:5 NK Baranja Belje Beli Manastir - NK Bratstvo Jagodnjak 2:0 NK Petlovac - NK Columbus 2005 Suza 4:0 NK Polet Karanac - NK Dinamo Baranjsko Petrovo Selo 2:0 NK Grozd Kotlina - NK Grabovac -:- NK Belje Kneževo - NK Šokadija Duboševica 0:2 NK Mladost Draž - NK Međimurec Kozarac 6:1    | NK Hajduk Popovac - NK Petlovac 2:0 NK Bratstvo Jagodnjak - NK Ribar Kopačevo 0:0 NK Columbus 2005 Suza - NK Polet Karanac 1:2 NK Dinamo Baranjsko Petrovo Selo - NK Grozd Kotlina -:- NK Grabovac - NK Belje Kneževo 2:2 NK Šokadija Duboševica - NK Mladost Draž 2:2 NK Međimurec Kozarac - NK Baranja Belje Beli Manastir 1:1 |
| NK Polet Karanac - NK Hajduk Popovac 1:7 NK Petlovac - NK Bratstvo Jagodnjak 5:0 NK Ribar Kopačevo - NK Baranja Belje Beli Manastir 0:1 NK Grozd Kotlina - NK Columbus 2005 Suza -:- NK Belje Kneževo - NK Dinamo Baranjsko Petrovo Selo 5:1 NK Mladost Draž - NK Grabovac 1:0 NK Šokadija Duboševica - NK Međimurec Kozarac 2:1  | NK Hajduk Popovac - NK Grozd Kotlina -:- NK Bratstvo Jagodnjak - NK Polet Karanac 1:2 NK Baranja Belje Beli Manastir - NK Petlovac 0:1 NK Columbus 2005 Suza - NK Belje Kneževo 6:2 NK Dinamo Baranjsko Petrovo Selo - NK Mladost Draž 0:2 NK Grabovac - NK Šokadija Duboševica 3:0 NK Međimurec Kozarac - NK Ribar Kopačevo 2:2    | NK Belje Kneževo - NK Hajduk Popovac 0:3 NK Grozd Kotlina - NK Bratstvo Jagodnjak -:- NK Polet Karanac - NK Baranja Belje Beli Manastir 1:1 NK Petlovac - NK Ribar Kopačevo 2:2 NK Mladost Draž - NK Columbus 2005 Suza 7:2 NK Šokadija Duboševica - NK Dinamo Baranjsko Petrovo Selo 4:1 NK Grabovac - NK Međimurec Kozarac 4:5 |
| NK Hajduk Popovac - NK Mladost Draž 3:1 NK Bratstvo Jagodnjak - NK Belje Kneževo 0:3 NK Baranja Belje Beli Manastir - NK Grozd Kotlina -:- NK Ribar Kopačevo - NK Polet Karanac 1:1 NK Columbus 2005 Suza - NK Šokadija Duboševica 2:1 NK Dinamo Baranjsko Petrovo Selo - NK Grabovac 1:2 NK Međimurec Kozarac - NK Petlovac 2:1  | NK Šokadija Duboševica - NK Hajduk Popovac 0:3 ↓6 NK Mladost Draž - NK Bratstvo Jagodnjak 7:2 NK Belje Kneževo - NK Baranja Belje Beli Manastir 2:1 NK Grozd Kotlina - NK Ribar Kopačevo -:- NK Polet Karanac - NK Petlovac 0:0 NK Grabovac - NK Columbus 2005 Suza 6:0 NK Dinamo Baranjsko Petrovo Selo - NK Međimurec Kozarac 2:2 | NK Hajduk Popovac - NK Grabovac 0:0 NK Bratstvo Jagodnjak - NK Šokadija Duboševica 0:3 NK Baranja Belje Beli Manastir - NK Mladost Draž 3:2 NK Ribar Kopačevo - NK Belje Kneževo 1:1 NK Petlovac - NK Grozd Kotlina -:- NK Columbus 2005 Suza - NK Dinamo Baranjsko Petrovo Selo 5:3 NK Međimurec Kozarac - NK Polet Karanac 2:1 |
| NK Dinamo Baranjsko Petrovo Selo - NK Hajduk Popovac 1:7 NK Grabovac - NK Bratstvo Jagodnjak 5:0 NK Šokadija Duboševica - NK Baranja Belje Beli Manastir 2:0 NK Mladost Draž - NK Ribar Kopačevo 1:1 NK Belje Kneževo - NK Petlovac 1:2 NK Grozd Kotlina - NK Polet Karanac -:- NK Columbus 2005 Suza - NK Međimurec Kozarac 4:3  | NK Hajduk Popovac - NK Columbus 2005 Suza 3:1 NK Bratstvo Jagodnjak - NK Dinamo Baranjsko Petrovo Selo 1:2 NK Baranja Belje Beli Manastir - NK Grabovac 1:3 NK Ribar Kopačevo - NK Šokadija Duboševica 0:1 NK Petlovac - NK Mladost Draž 5:1 NK Polet Karanac - NK Belje Kneževo 1:1 NK Međimurec Kozarac - NK Grozd Kotlina -:-    | |

## Kvalifikacije za 1. ŽNL Osječko-baranjsku
Zbog gašenja Međužupanijske lige Osijek – Vinkovci i prebacivanja velikog broja klubova u niži rang, u 1. ŽNL Osječko-baranjsku je iz 2. ŽNL Osječko-baranjske u ovoj sezoni samo jedan klub bio promoviran.
Četvrtfinale:
NK Iskrica Šaptinovci - NK Klas Čepin 2:0
NK Klas Čepin - NK Iskrica Šaptinovci 3:2
Polufinale 10. lipnja 2015. godine, 18:00:
NK Slavonija Punitovci – NK Drava Nard                                  0:1
NK Hajduk Popovac – NK Iskrica Šaptinovci                               5:0
Finale 14. lipnja 2015. godine, 17:30, Gradski vrt, Osijek: 
NK Drava Nard – NK Hajduk Popovac 2:3
U 1. ŽNL Osječko-baranjsku se plasirao NK Hajduk Popovac, ali je na koncu odustao od promocije.